# Discografia lui Jerry Reed
Jerry Reed a fost un cântăreț american de muzică country. Discografia sa conține patruzeci și nouă de albume și cincizeci și nouă de melodii.

## Albume

### Anii 1960
| Titlu                                              | Detalii                                                 | Loc în topuri |
| -------------------------------------------------- | ------------------------------------------------------- | ------------- |
| Titlu                                              | Detalii                                                 | US Country    |
| The Unbelievable Guitar and Voice of Jerry Reed    | - Lansat: Februarie 1967 - Casa de discuri: RCA Records | —             |
| Nashville Underground                              | - Lansat: 1968 - Casa de discuri: RCA Records           | 31            |
| Alabama Wild Man                                   | - Lansat: 1968 - Casa de discuri: RCA Records           | 31            |
| Better Things in Life                              | - Lansat: 1969 - Casa de discuri: RCA Records           | —             |
| Jerry Reed Explores Guitar Country                 | - Lansat: 1969 - Casa de discuri: RCA Records           | 41            |
| "—" denotă materialele care nu au apărut în topuri |                                                         |               |

### Anii 1970
| Titlu                                              | Detaii                                        | Loc în topuri | Loc în topuri |
| Titlu                                              | Detaii                                        | SUA           | SUA           |
| -------------------------------------------------- | --------------------------------------------- | ------------- | ------------- |
| Cookin'                                            | - Lansat: 1970 - Casa de discuri: RCA Records | 33            | 194           |
| Georgia Sunshine                                   | - Lansat: 1970 - Casa de discuri: RCA Records | 10            | 102           |
| Me & Jerry (with Chet Atkins)                      | - Lansat: 1970 - Casa de discuri: RCA Records | 13            | —             |
| When You're Hot, You're Hot[A]                     | - Lansat: 1971 - Casa de discuri: RCA Records | 2             | 45            |
| Ko-ko Joe                                          | - Lansat: 1971 - Casa de discuri: RCA Records | 7             | 153           |
| Smell the Flowers                                  | - Lansat: 1972 - Casa de discuri: RCA Records | 18            | 196           |
| Me & Chet (with Chet Atkins)                       | - Lansat: 1972 - Casa de discuri: RCA Records | 24            | —             |
| The Best of Jerry Reed                             | - Lansat: 1972 - Casa de discuri: RCA Records | 4             | 116           |
| Jerry Reed                                         | - Lansat: 1972 - Casa de discuri: RCA Records | 22            | 201           |
| Hot a' Mighty!                                     | - Lansat: 1973 - Casa de discuri: RCA Records | 9             | —             |
| Lord, Mr. Ford                                     | - Lansat: 1973 - Casa de discuri: RCA Records | 4             | 183           |
| The Uptown Poker Club                              | - Lansat: 1973 - Casa de discuri: RCA Records | 13            | —             |
| A Good Woman's Love                                | - Lansat: 1974 - Casa de discuri: RCA Records | 28            | —             |
| Mind Your Love                                     | - Lansat: 1975 - Casa de discuri: RCA Records | —             | —             |
| Red Hot Picker                                     | - Lansat: 1975 - Casa de discuri: RCA Records | 33            | —             |
| Both Barrels                                       | - Lansat: 1976 - Casa de discuri: RCA Records | 40            | —             |
| Jerry Reed Rides Again                             | - Lansat: 1977 - Casa de discuri: RCA Records | 41            | —             |
| East Bound and Down                                | - Lansat: 1977 - Casa de discuri: RCA Records | 10            | 203           |
| Sweet Love Feelings                                | - Lansat: 1978 - Casa de discuri: RCA Records | 47            | —             |
| Half Singin' and Half Pickin'                      | - Lansat: 1979 - Casa de discuri: RCA Records | 49            | —             |
| Live "Hot Stuff"                                   | - Lansat: 1979 - Casa de discuri: RCA Records | 45            | —             |
| "—" denotă materialele care nu au apărut în topuri |                                               |               |               |

### Anii 1980
| Titlu                                              | Detali                                              | Loc în topuri | Loc în topuri |
| Titlu                                              | Detali                                              | SUA           | SUA           |
| -------------------------------------------------- | --------------------------------------------------- | ------------- | ------------- |
| Jerry Reed Sings Jim Croce                         | - Lansat: April 1980 - Casa de discuri: RCA Records | 56            | —             |
| Texas Bound and Flyin'                             | - Lansat: 1980 - Casa de discuri: RCA Records       | 43            | 208           |
| Dixie Dreams                                       | - Lansat: 1981 - Casa de discuri: RCA Records       | —             | —             |
| The Man with the Golden Thumb                      | - Lansat: 1982 - Casa de discuri: RCA Records       | 10            | —             |
| The Bird                                           | - Lansat: 1982 - Casa de discuri: RCA Records       | 20            | —             |
| Ready                                              | - Lansat: 1983 - Casa de discuri: RCA Records       | 34            | —             |
| Greatest Hits                                      | - Lansat: 1984 - Casa de discuri: RCA Records       | —             | —             |
| My Best to You                                     | - Lansat: 1984 - Casa de discuri: JRP Records       | —             | —             |
| What Comes Around                                  | - Lansat: 1985 - Casa de discuri: Capitol Records   | —             | —             |
| Lookin' at You                                     | - Lansat: 1986 - Casa de discuri: Capitol Records   | —             | —             |
| "—" denotă materialele care nu au apărut în topuri |                                                     |               |               |

### Anii 1990
| Titlu                                                                    | Detalii                                                        | Loc în topuri |
| Titlu                                                                    | Detalii                                                        | SUA           |
| ------------------------------------------------------------------------ | -------------------------------------------------------------- | ------------- |
| Sneakin' Around (cu Chet Atkins)                                         | - Lansat: October 1991 - Casa de discuri: Columbia Records     | 68            |
| The Essential Jerry Reed                                                 | - Lansat: 1995 - Casa de discuri: RCA Records                  | —             |
| Flyin' High                                                              | - Lansat: 1995 - Casa de discuri: Southern Tracks              | —             |
| Old Dogs (with Waylon Jennings, Mel Tillis and Bobby Bare)               | - Lansat: 1 decembrie 1998 - Casa de discuri: Atlantic Records | —             |
| Old Dogs Volume Two (with Waylon Jennings, Mel Tillis and Bobby Bare)    | - Lansat: 1998 - Casa de discuri: Atlantic Records             | —             |
| Old Dogs Greatest Hits (with Waylon Jennings, Mel Tillis and Bobby Bare) | - Lansat: 1998 - Casa de discuri: Atlantic Records             | —             |
| Pickin'                                                                  | - Lansat: 1999 - Casa de discuri: Southern Tracks              | —             |
| "—" denotă materialele care nu au apărut în topuri                       |                                                                |               |

### Anii 2000
| Titlu                     | Detalii                                       |
| ------------------------- | --------------------------------------------- |
| Finger Dancing            | - Lansat: 2000 - Casa de discuri: R2K Records |
| Jerry Reed Visits Hit Row | - Lansat: 2000 - Casa de discuri: R2K Records |
| Jerry Reed, Live Still!   | - Lansat: 2005 - Casa de discuri: R2K Records |
| Let's Git It On           | - Lansat: 2006 - Casa de discuri: R2K Records |
| Christmas at the Mall     | - Lansat: 2007 - Casa de discuri: R2K Records |
| The Gallant Few           | - Lansat: 2008 - Casa de discuri: Jerry Reed  |

## Melodii

### 1950-1960
| 1959                                               | "Soldier's Joy"                                   | —  | 115 | —  | N/A                                |
| 1961                                               | "Love and War (Ain't Much Difference in the Two)" | —  | 117 | —  | N/A                                |
| 1962                                               | "Goodnight Irene"                                 | —  | 79  | —  | N/A                                |
| 1962                                               | "Hully Gully Guitar"                              | —  | 99  | —  | N/A                                |
| 1965                                               | "Fightin' For the U.S.A."                         | —  | —   | —  | N/A                                |
| 1965                                               | "If I Don't Live Up to It"                        | —  | —   | —  | N/A                                |
| 1967                                               | "Guitar Man"                                      | 53 | —   | —  | Unbelievable Guitar and Voice      |
| 1967                                               | "Tupelo Mississippi Flash"                        | 15 | —   | 14 | Nashville Underground              |
| 1968                                               | "Remembering"                                     | 14 | —   | 16 | Nashville Underground              |
| 1968                                               | "Alabama Wild Man"                                | 48 | —   | —  | Alabama Wild Man                   |
| 1968                                               | "Oh What a Woman!"                                | 60 | —   | —  | Better Things in Life              |
| 1969                                               | "There's Better Things in Life"                   | 20 | —   | —  | Better Things in Life              |
| 1969                                               | "Are You from Dixie ('Cause I'm from Dixie Too)"  | 11 | —   | —  | Jerry Reed Explores Guitar Country |
| "—" denotă materialele care nu au apărut în topuri |                                                   |    |     |    |                                    |

### 1970
| An                                                 | Melodie                                               | Loc în topuri | Loc în topuri | Loc în topuri | Loc în topuri | Loc în topuri | Album                         |
| An                                                 | Melodie                                               | US Country    | US            | CAN Country   | CAN           | CAN AC        | Album                         |
| -------------------------------------------------- | ----------------------------------------------------- | ------------- | ------------- | ------------- | ------------- | ------------- | ----------------------------- |
| 1970                                               | "Talk About the Good Times"                           | 14            | —             | —             | —             | —             | Georgia Sunshine              |
| 1970                                               | "Georgia Sunshine"                                    | 16            | —             | —             | —             | —             | Georgia Sunshine              |
| 1970                                               | "The Preacher and the Bear"                           | 16            | —             | —             | —             | —             | Georgia Sunshine              |
| 1970                                               | "Amos Moses"                                          | 16            | 8             | —             | 2             | —             | Georgia Sunshine              |
| 1971                                               | "When You're Hot, You're Hot"[B]                      | 1             | 9             | 1             | 4             | 18            | When You're Hot, You're Hot   |
| 1971                                               | "Ko-Ko Joe"                                           | 11            | 51            | 3             | 33            | 26            | Ko-Ko Joe                     |
| 1972                                               | "Another Puff"                                        | 27            | 65            | 19            | 83            | —             | Ko-Ko Joe                     |
| 1972                                               | "Smell the Flowers"                                   | 24            | —             | 45            | —             | —             | Smell the Flowers             |
| 1972                                               | "Alabama Wild Man" (re-recording)                     | 22            | 62            | 12            | 79            | —             | Jerry Reed                    |
| 1972                                               | "You Took All the Ramblin' Out of Me"                 | 18            | —             | 8             | —             | —             | Hot a'Mighty                  |
| 1973                                               | "Lord, Mr. Ford"                                      | 1             | 68            | 2             | —             | 25            | Lord, Mr. Ford                |
| 1973                                               | "The Uptown Poker Club"                               | 25            | —             | 16            | —             | —             | The Uptown Poker Club         |
| 1974                                               | "The Crude Oil Blues"                                 | 13            | 91            | 17            | 91            | —             | A Good Woman's Love           |
| 1974                                               | "A Good Woman's Love"                                 | 12            | —             | 17            | —             | —             | A Good Woman's Love           |
| 1974                                               | "Boogie-Woogie Rock and Roll"                         | 72            | —             | —             | —             | —             | N/A                           |
| 1974                                               | "Let's Sing Our Song"                                 | 18            | —             | 21            | —             | —             | Mind Your Love                |
| 1975                                               | "Mind Your Love"                                      | 64            | —             | —             | —             | —             | Mind Your Love                |
| 1975                                               | "Telephone"                                           | 65            | —             | 47            | —             | —             | Mind Your Love                |
| 1975                                               | "You've Got a Lock on Me"                             | 60            | 104           | —             | —             | —             | Red Hot Picker                |
| 1976                                               | "Gator"                                               | 54            | —             | —             | —             | —             | Both Barrels                  |
| 1976                                               | "Remembering"                                         | 57            | —             | —             | —             | —             | Both Barrels                  |
| 1977                                               | "Semolita"                                            | 19            | —             | 21            | —             | —             | Rides Again                   |
| 1977                                               | "With His Pants in His Hand"                          | 68            | —             | —             | —             | —             | Rides Again                   |
| 1977                                               | "East Bound and Down"                                 | 2             | 103           | 2             | —             | —             | East Bound and Down           |
| 1977                                               | "The Legend"                                          | —             | —             | —             | —             | —             | Smokey and the Bandit         |
| 1977                                               | "You Know What" (alături de fiica sa, Seidina Reed)   | 20            | —             | 35            | —             | —             | Sweet Love Feelings           |
| 1978                                               | "Sweet Love Feelings"                                 | 39            | —             | —             | —             | —             | Sweet Love Feelings           |
| 1978                                               | "I Love You (What Can I Say)"                         | 10            | —             | 7             | —             | —             | Sweet Love Feelings           |
| 1978                                               | "Gimme Back My Blues"                                 | 14            | —             | 21            | —             | —             | Half Singin' and Half Pickin' |
| 1979                                               | "Second-Hand Satin Lady (And a Bargain Basement Boy)" | 18            | —             | 17            | —             | —             | Half Singin' and Half Pickin' |
| 1979                                               | "(Who Was the Man Who Put) The Line in Gasoline"      | 40            | —             | 65            | —             | —             | Live at Exit Inn              |
| 1979                                               | "Hot Stuff"                                           | 67            | —             | —             | —             | —             | Live at Exit Inn              |
| 1979                                               | "Sugar-Foot Rag"                                      | 12            | —             | 13            | —             | —             | Texas Bound and Flyin'        |
| "—" denotă materialele care nu au apărut în topuri |                                                       |               |               |               |               |               |                               |

### 1980–1990
| 1980                                               | "Age"                                                    | 36 | —  | Sings Jim Croce               |
| 1980                                               | "The Family Friendly Inn"                                | 64 | —  | Texas Bound and Flyin'        |
| 1980                                               | "Texas Bound and Flyin'"                                 | 26 | 29 | Texas Bound and Flyin'        |
| 1981                                               | "Caffein, (sic) Nicotine, Benzedrine (And Wish Me Luck)" | 80 | —  | Texas Bound and Flyin'        |
| 1981                                               | "The Testimony of Soddy Hoe"                             | 87 | —  | Dixie Dreams                  |
| 1981                                               | "Good Friends Make Good Lovers"                          | 84 | —  | Dixie Dreams                  |
| 1981                                               | "Patches"                                                | 30 | —  | The Man with the Golden Thumb |
| 1982                                               | "The Man with the Golden Thumb"                          | 32 | 41 | The Man with the Golden Thumb |
| 1982                                               | "She Got the Goldmine (I Got the Shaft)"[C]              | 1  | 3  | The Man with the Golden Thumb |
| 1982                                               | "The Bird"                                               | 2  | 1  | The Bird                      |
| 1983                                               | "Down on the Corner"                                     | 13 | 11 | The Bird                      |
| 1983                                               | "Good Ole Boys"                                          | 16 | 31 | Ready                         |
| 1983                                               | "I'm a Slave"                                            | 58 | —  | Greatest Hits                 |
| 1985                                               | "What Comes Around"                                      | —  | —  | What Comes Around             |
| 1986                                               | "Let It Go"                                              | —  | —  | What Comes Around             |
| 1986                                               | "The Missin' You's a Whole"                              | —  | —  | Looking at You                |
| 1986                                               | "You Can't Get the Hell Out of Texas"                    | —  | —  | Looking at You                |
| 1995                                               | "Tryin' Stuff On"                                        | —  | —  | Flyin' High                   |
| 1998                                               | "My Priscilla"                                           | —  | —  | N/A                           |
| "—" denotă materialele care nu au apărut în topuri |                                                          |    |    |                               |

## Alte melodii

### Featuring
| An                                                 | Melodie               | Artist                  | Loc în topuri     | Loc în topuri  | Album              |
| An                                                 | Melodie               | Artist                  | Hot Country Songs | RPM (magazine) | Album              |
| -------------------------------------------------- | --------------------- | ----------------------- | ----------------- | -------------- | ------------------ |
| 1967                                               | "Chet's Tune"         | Some of Chet's Friends  | 38                | —              | N/A                |
| 1980                                               | "Lunchbox"            | Alvin and the Chipmunks | —                 | —              | Urban Chipmunk     |
| 1983                                               | "Hold On, I'm Comin'" | Waylon Jennings         | 20                | 7              | Waylon and Company |
| 1985                                               | "One Big Family"      | Heart of Nashville      | 61                | —              | N/A                |
| 1999                                               | "Still Gonna Die"     | Old Dogs                | —                 | —              | Old Dogs           |
| "—" denotă materialele care nu au apărut în topuri |                       |                         |                   |                |                    |

### B-sides
| An                                                 | B-side                                         | Loc în topuri | Loc în topuri | Original A-side               |
| An                                                 | B-side                                         | US Country    | CAN Country   | Original A-side               |
| -------------------------------------------------- | ---------------------------------------------- | ------------- | ------------- | ----------------------------- |
| 1970                                               | "The Preacher and the Bear"                    | flip          | —             | "Amos Moses"                  |
| 1977                                               | "(I'm Just a) Red Neck in a Rock and Roll Bar" | flip          | —             | "East Bound and Down"         |
| 1978                                               | "High Rollin'"                                 | flip          | —             | "I Love You (What Can I Say)" |
| 1980                                               | "Workin' at the Carwash Blues"                 | flip          | 40            | "Age"                         |
| 1983                                               | "She's Ready for Someone to Love Her"          | flip          | —             | "Good Ole Boys"               |
| "—" denotă materialele care nu au apărut în topuri |                                                |               |               |                               |

## Videoclipuri
| An   | Videoclip                   | Regizor         |
| ---- | --------------------------- | --------------- |
| 1992 | "The Claw" (cu Chet Atkins) | Deaton-Flanigen |